# Carl Gustaf Fehrman
Carl Gustaf Fehrman, född 1746 i Stockholm, död där den 24 december 1798, var en svensk bildhuggare och medaljgravör, son till Daniel Fehrman.

## Biografi
Redan 1759 blev Fehrman elev till Pierre Hubert L'Archevêque i teckning och modellering samt undervisades även vid Målar- och bildhuggarakademien, där han erövrade två pris. Då fadern 1764 drabbades av slag, var han såpass utbildad, att han genast kunde fullgöra allt vad dennes syssla vid kungliga myntet krävde. Dessutom utförde han några konstnärliga arbeten av inte så liten förtjänst, även om Ljungberger, som snart därefter hemkom, sedan fördunklade den yngre medtävlaren. 
För att förkovra sig sökte Fehrman och fick 1774 ett årligt reseunderstöd av 1 800 livres för tre år samt avreste i slutet av maj samma år till Rouen och vidare till Paris, där han skulle på kungens vägnar till prinsen av Condé överlämna ett mineraliekabinett, förvarat i ett skåp utfört av Haupt. I Paris modellerade han för Pajou och besökte Lépiciers akademi samt, längre fram, den franska målarakademien. 
I oktober 1775 begav han sig till Rom. Där studerade han dels på egen hand, dels hos Sergel, liksom tillsammans med Wertmüller. Även Louis Masreliez tillhörde hans umgänge. Med dessa vänner gjorde han utflykter och ensam ett besök i Neapel. I juni 1778 lämnade han Rom och anträdde hemresan över Frankrike. Hans hemkomst inträffade året därpå. Efter faderns död bibehölls han vid dennes lön; men medaljgravörstjänsten vid myntet innehades av Ljungberger. 
Ferhman var alltså hänvisad till mindre viktiga arbeten, medaljer för enskilda samt poussering av porträtt, en genre där han utvecklade stor talang. Då Ljungberger 1787 dog, var Fehrman självskriven till hans sysslor och förrättade sedan sin tjänst med stor heder. Han utnämndes tillika till professor i Målar- och bildhuggarakademien och kvarstod i dessa befattningar till sin död. 
Fehrmans många arbeten visar en grundlig konstnärsbildning och tillhör inom den mindre skulpturen samma riktning, som representeras av Sergel inom den högre och av Masreliez inom måleriet. Han ofta arbetade efter utkast av den senare. Hans porträttsidor har ansetts lida av en något fyllig och uppblåst ansiktsmodellering, men är väl arbetade, liksom oftast frånsidorna, med deras, enligt den nya riktningens smak, något långdragna och spinkiga figurer. 
Utom många medaljer, som hörde till "Gustaf III:s medaljhistoria", vilket kort efter konungens död avstannade, utförde Fehrman många minnespengar över enskilda samt jetonger och belöningspenningar. Bland de förra kan nämnas dem över Anders Johan von Höpken, Patrick Alströmer, Daniel Fehrman, Johan af Bjerkén och Pehr Wargentin. Fehrman finns representerad vid bland annat Nationalmuseum i Stockholm.

## Bilder

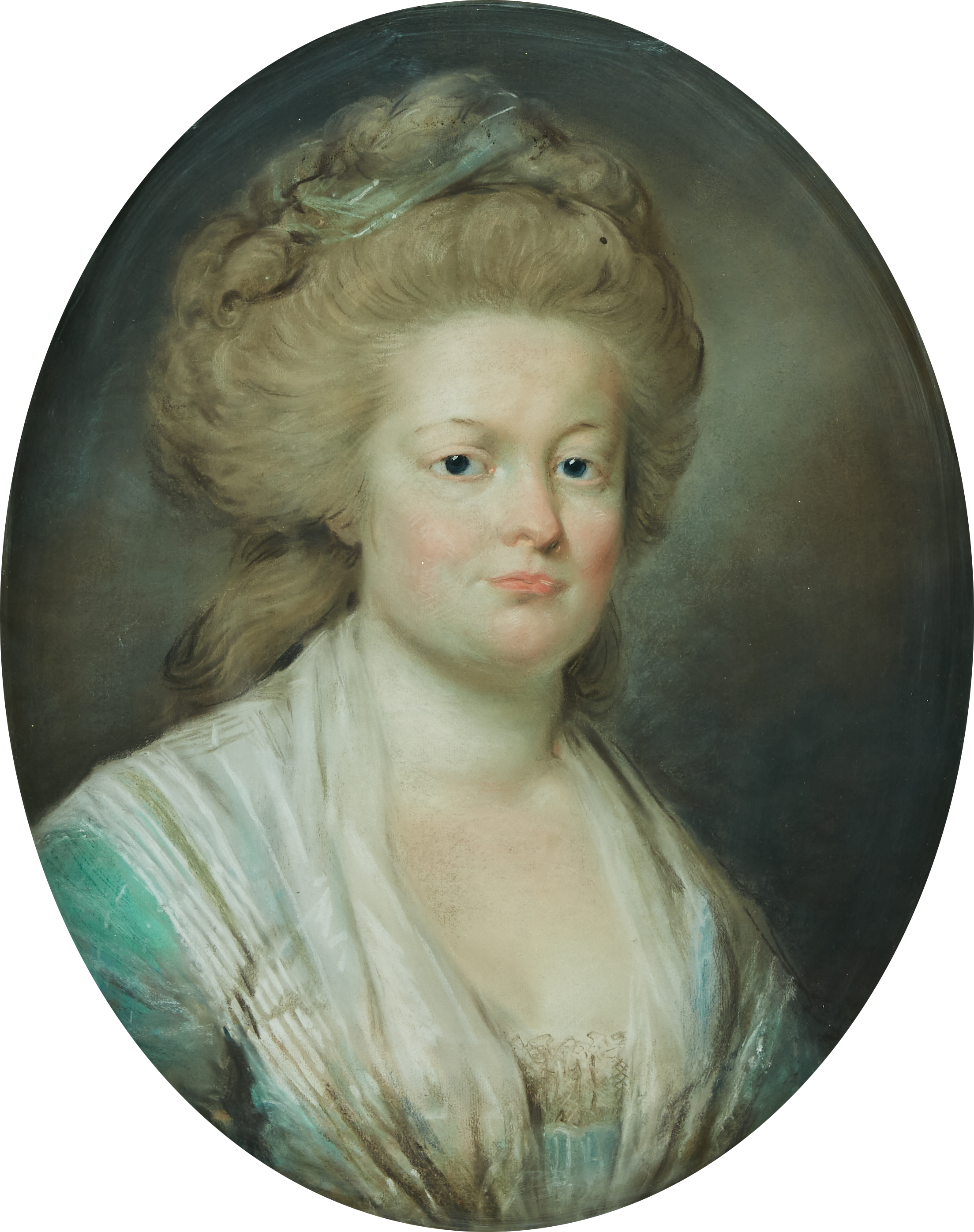
Fehrmans hustru, Regina Elisabeth, (1757-1837). Porträtt från ca 1790 av Jonas Forsslund.

## Verk i urval

### Medaljer

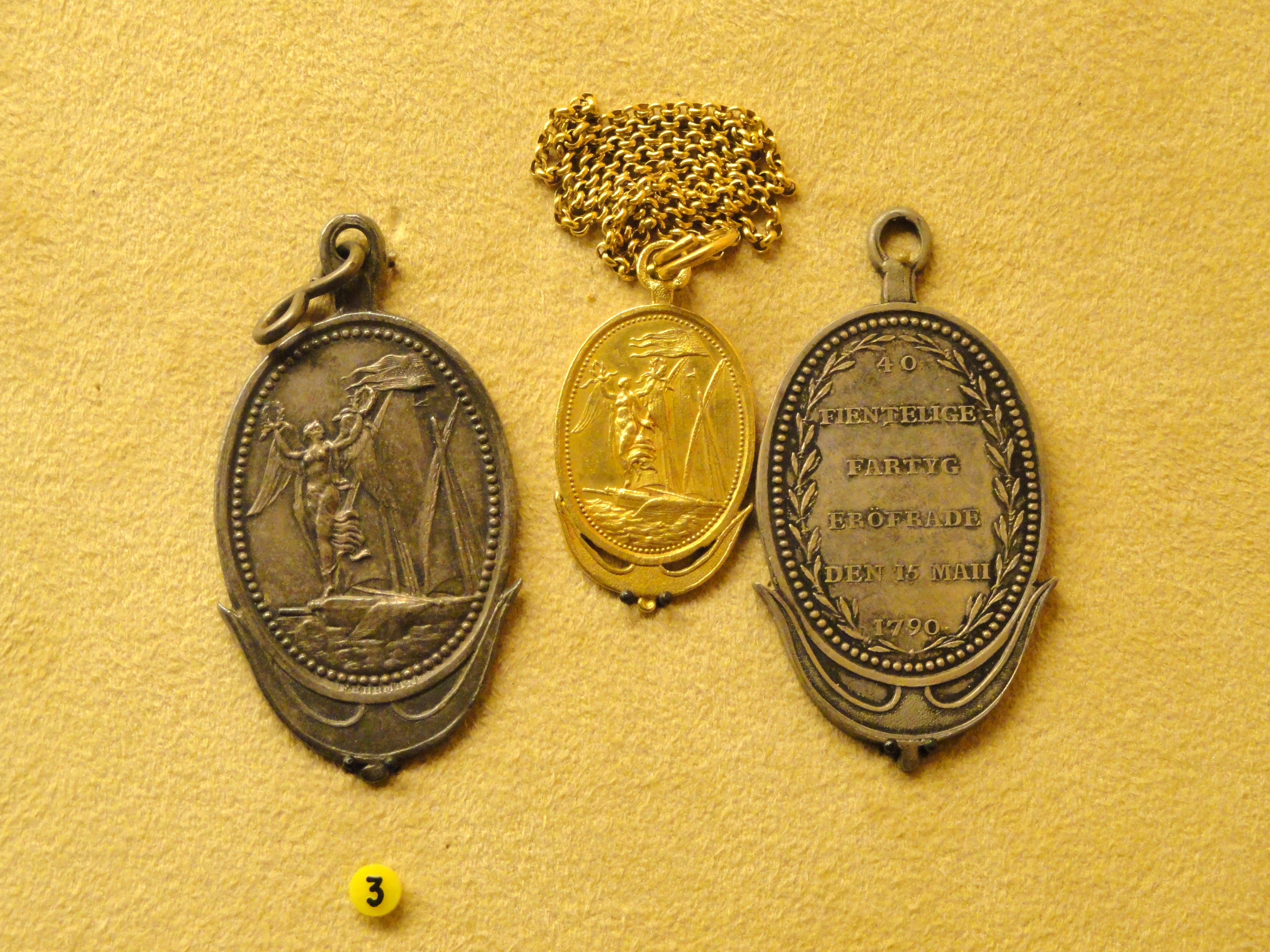
Svensksundsmedaljen och Fredrikshamnsmedaljen
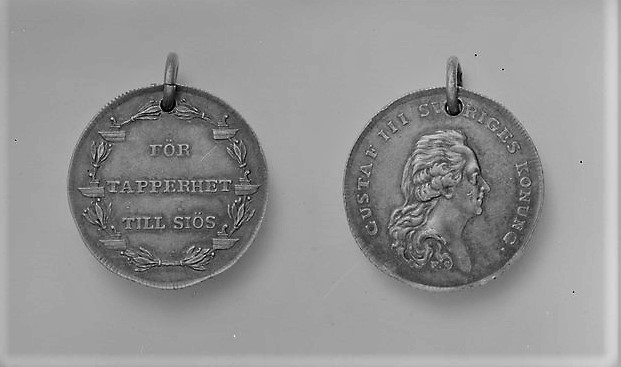
För tapperhet till sjöss
För tapperhet i fält
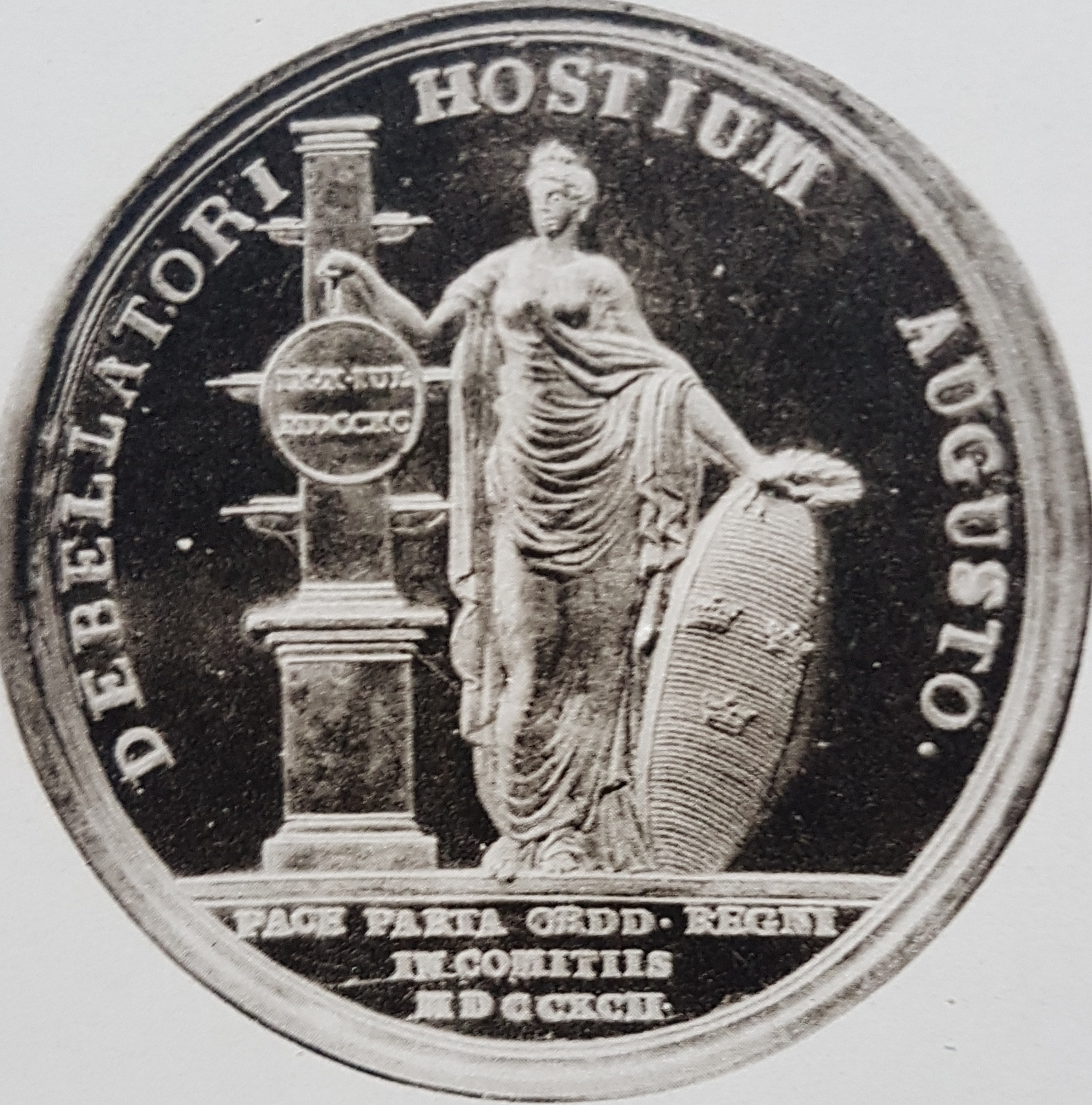
Minnesmedalj över segern vid Slaget vid Svensksund
Minnesmedalj slagen till minne av Gustaf III:s död

### Porträtt

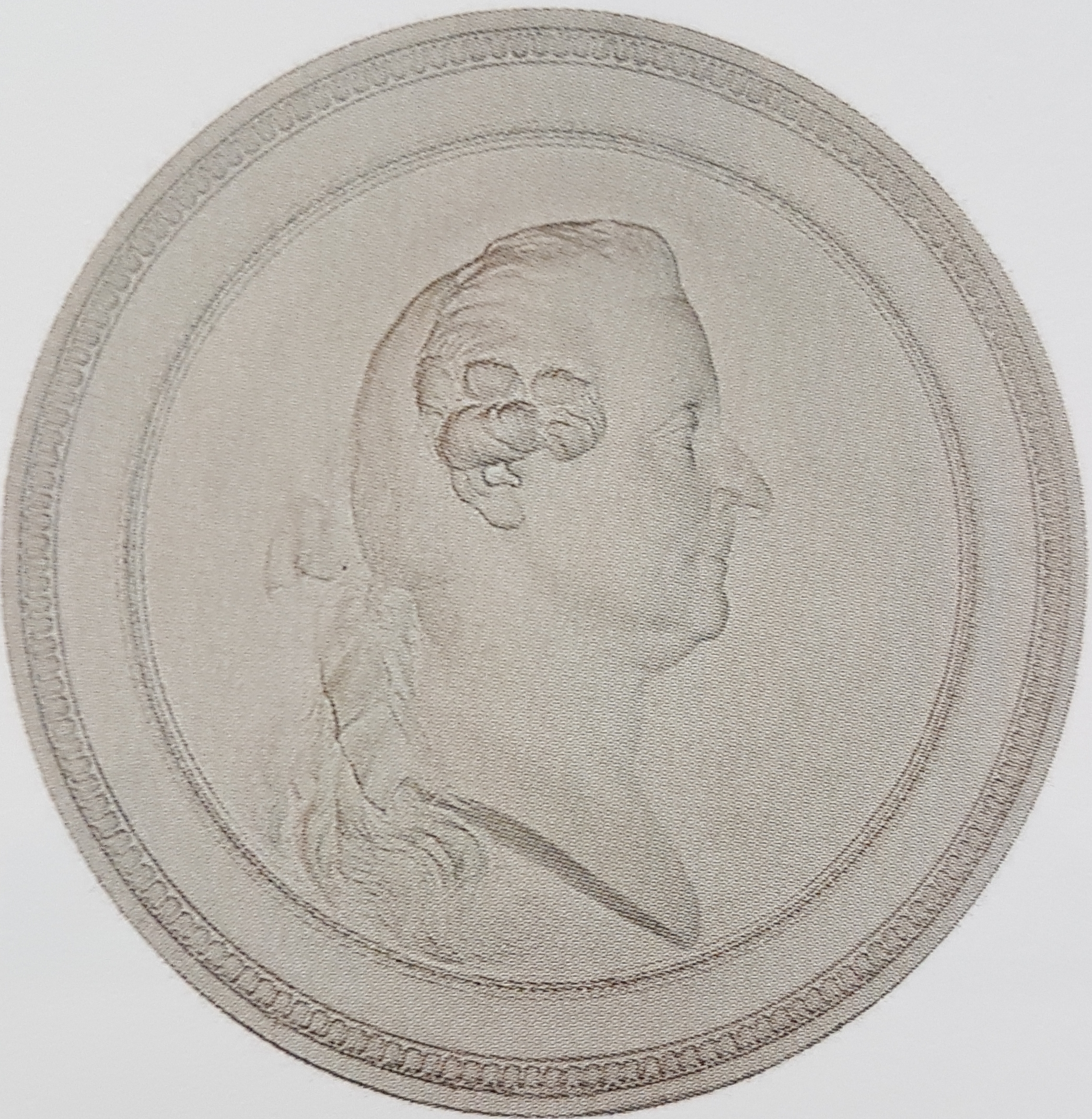
Pehr Wargentin